# Dahme-Spreewald
Districtul Dahme-Spreewald este un district rural (Landkreis) din landul Brandenburg, Germania.
1. 1 2 3  GeoNames